# Shoegazing
Shoegazing (o shoegaze) és un subgènere del rock alternatiu que va emergir al Regne Unit a la darreria de la dècada dels vuitanta i va durar fins a mitjan dècada dels noranta, amb un apogeu crític assolit el 1990 i 1991. La premsa britànica, especialment NME i Melody Maker, va anomenar aquest estil shoegazing pel fet que els músics d'aquestes bandes es quedaven relativament quiets durant concerts d'una manera distant, introspectiva, amb un estat no agressiu, donant la idea que s'estaven mirant (gazing) les sabates (shoe). L'ús excessiu dels pedals d'efectes també contribueix a la imatge dels músics de mirar als peus (shoegazing) durant els concerts.
El shoegazing es caracteritza per l'ús significant d'efectes de guitarra i melodies vocals indistingibles que es mesclen amb el soroll creatiu de les guitarres. Una descripció donada al shoegazing i altres bandes afins a Londres a començaments dels anys 90 va ser The Scene That Celebrates Itself. Als anys 90, els grups de shoegazing van ser desplaçats pel moviment grunge americà, forçant a les bandes relativament desconegudes a reinventar el seu estil o a dissoldre's. Ja en temps actuals s'ha vist un renovat interès cap aquest gènere al voltant de les bandes de nu-gaze.

## Estil, arrels i influències
Elements comuns del shoegazing consisteix en la distorsió, riffs brunzinadors i el "mur de so" de les guitarres sorolloses. Sovint, se li dona una qualitat amorfa al so mitjançant dues guitarres distorsionades juntes. Encara que també hi havia riffs per part de la guitarra principal, no eren el focus central de la majoria de les cançons shoegazing.
Les veus normalment són suaus en volumen i en to però sota el nivell de les guitarres generalment hi ha una accepció forta de la melodia. Això no obstant, les lletres no hi tenen èmfasi; les veus sovint són tractades com a mers instruments addicionals.
Mentre que els gèneres que van influir en el shoegaze usaven sovint bateria sintetitzada, el shoegaze insisteix més en la bateria en directe.
El nom es va encunyar en un article a la revista Sounds d'un concert de la banda novell Moose, en què el cantant, Russell Yates, llegia la lletra de les cançons pegada a terra durant el bolo. El terme el va agafar la revista NME, qui el va usar per a fer referència a la tendència dels guitarristes de les bandes de mirar fixament a les seues sabates o al pedal d'efectes; aparentment molt concentrats mentre tocaven. La Melody Maker va preferir el terme més seriós de The Scene That Celebrates Itself, referint-se al costum que les bandes tenien d'anar a concerts d'altres bandes de shoegazing, sovint a Camden Town, i també de pluriocupant-se en altres bandes:
La neo-psicodèlia brunzidora i amb volum estridentment alt que la banda tocava va ser anomenada shoegazing per la premsa britànica perquè els membres de la banda miraven fixament al terra de l'escenari mentre tocaven.
Els precursors més citats sovint del shoegazing són Cocteau Twins, The Jesus and Mary Chain, i My Bloody Valentine però la base musical que uneix les diverses bandes inclou el garage rock, la psicodèlia dels anys 60, i l'indie americà de bandes com Sonic Youth i Dinosaur Jr.
Les primeres bandes que van suscitar l'etiqueta shoegazing (Ride, Lush, Chapterhouse, Pale saints, Slowdive i Moose) estaven molt influenciades per My Bloody Valentine, i van emergir amb el seu avanç el 1988 amb la cançó "You Made Me Realise" i l'àlbum Isn't Anything i, fins i tot, s'ha aplicat l'etiqueta de shoegazing recentment als My Bloody Valentine mateixos. Altres artistes que han estat identificats com a influents al shoegazing inclouen The Velvet Underground, Sonic Youth, Hüsker Dü, Spacemen 3, The Chameleons, The Cure, Bauhaus, Galaxie 500, i The Smiths.
Al llibre de Michael Azerrad Our Band Could Be Your Life cita a una gira a principis dels 90 de Dinosaur Jr. com a influència clau. Mentre que Dinosaur Jr. està etiquetat com una banda de shoegazing, comparteix una tendència a mesclar melodies pop amb guitarres cridaneres i veus lacòniques. La llarga gira als Estats Units el 1992 de My Bloody Valentine, Dinosaur Jr. i Yo La Tengo va introduir considerablement l'estil del gènere als EUA.